# Bernardyn (imię)
Bernardyn – imię męskie pochodzenia germańskiego, pierwotnie powstałe jako zdrobnienie imienia Bernard na gruncie łacińsko-włoskim. W Polsce notowane od 1465 r., w formach Bernardyn, Barnardyn, Bernhardyn, Biernardyn, Bernardinus, Barnardinus, Bernhardinus, Biernardinus, z formami pochodnymi Bernasz i Barnasz. Od tego imienia wywodzą się ludowe nazwiska Bernady i Barnady. Istnieje piętnastu świętych lub błogosławionych o tym imieniu. 
Bernardyn imieniny obchodzi:
- 20 maja, w dniu wspomnienia św. Bernardyna sieneńskiego,[4]
- 2 lipca, w dniu wspomnienia św. Bernardyna Realino[5]
- 28 września, w dniu wspomnienia bł. Bernardyna z Feltre[6]
- 27 listopada, w dniu wspomnienia bł. Bernardyna z Fossy[7]

Znane osoby noszące imię Bernardyn:
- Bernardyn z Bydgoszczy (†1630) – autor dysertacji teologicznej.
- Bernardyn z Portogruaro (1822–1895) – Sługa Boży Kościoła katolickiego, teolog, arcybiskup
- Bernardino Caballero (1839–1912) – prezydent Paragwaju w latach 1881-86
- Bernardino Drovetti (1776–1852) – włoski dyplomata, polityk i kolekcjoner dzieł sztuki
- Bernardino Echeverría Ruiz (1912–2000) – ekwadorski duchowny katolicki, kardynał, arcybiskup
- Bernardyn Grzyśka (1906–1973) – polski franciszkanin, misjonarz ludowy, dziennikarz, więzień polityczny
- Bernardino Licinio (1489–1565) – włoski malarz okresu renesansu,
- Bernardino Lopez de Carvajal (1456–1523) – hiszpański duchowny, kardynał
- Bernardino Luini (1490–1532) – włoski malarz renesansowy, leonardianin
- Bernardino Machado (1851–1944) – portugalski i mąż stanu, premier i prezydent
- Bernardino Ochino (1487–1564) – zakonnik, mówca i asceta, po przyjęciu protestantyzmu - działacz reformacyjny, propagator antytrynitaryzmu m.in. w Polsce
- Bernardino Piñera Carvallo (ur. 1915) – chilijski duchowny katolicki, arcybiskup
- Bernardyn Quirini (†1604) – pierwszy biskup bakowski
- Bernardino Ramazzini (1633–1714) – włoski lekarz, pionier medycyny pracy, w 1700 roku opisał w dziele "De morbis artificum" najważniejsze choroby pięćdziesięciu grup zawodowych
- Bernardino Rivadavia (1780–1845) – pierwszy prezydent Argentyny (1826–1827)
- Bernardino de Sahagún (1499–1590) – hiszpański zakonnik, misjonarz franciszkański wśród Azteków i innych plemion meksykańskich, jeden z pionierów etnografii
- Bernardino Soares (ur. 1971) – portugalski polityk, od 1995 poseł
- Bernardino Telesio (1509 albo 1508–1588) – włoski filozof przyrody
- Bernardinus de Gianottis (przed 1500–1541) – włoski architekt i rzeźbiarz działający w Polsce
- Giovanni Bernardino Azzolini (1572–1645) – malarz i rzeźbiarz włoski
- Alberto Bernardino Ohaco (1889–1950) – argentyński piłkarz.

Żeński odpowiednik: Bernardyna.
Zobacz też:
- Bernardyn — inne znaczenia tego słowa
- Bernardino de Campos — miasto i gmina w Brazylii, w stanie São Paulo
- San Bernardino — nazwy geograficzne
- Święty Bernardyn ze Sieny — obraz El Greca